# Jonas Furrer
Jonas Furrer (3 de Março de 1805 - 25 de Julho de 1861) foi um político suíço e membro do Conselho Federal Suíço (1848-1861). Ele era filiado ao Partido Radical.

## Biografia
Depois de estudar em Zurique, Heidelberg e Göttingen, foi eleito para o Grande Conselho da Suíça (alemão: Kantonsparlament) em 1834, onde foi presidente em 1837 e 1839. Em 1845 ele se tornou presidente da dieta cantonal (alemão: Kantonsregierung) de Zurique. Ele foi presidente da Dieta Suíça de 2 de abril de 1845 a 31 de dezembro de 1845.
Ele foi eleito para o Conselho Federal em 16 de novembro de 1848 como um dos sete membros iniciais. Durante sua gestão, ele presidiu os seguintes departamentos:
- Departamento Político (1848-1849)
- Departamento de Justiça e Polícia (1850-1851)
- Departamento Político (1852)
- Departamento de Justiça e Polícia (1853-1854)
- Departamento Político (1855)
- Departamento de Justiça e Polícia (1856-1857)
- Departamento Político (1858)
- Departamento de Justiça e Polícia (1859-1861)

Furrer foi membro da Loja Akazia em Winterthur, ele foi eleito Grande Orador da Grande Loja Alpina da Suíça em 1844. Ele foi o primeiro presidente da Confederação de 21 de novembro de 1848 a 31 de dezembro de 1849 e novamente em 1852, 1855 e 1858.